# Colletidae
Die Bienen-Familie Colletidae wurde einst als die ursprünglichste Bienenfamilie angesehen und daher mit dem deutschen Namen Urbienen bezeichnet, eine stammesgeschichtliche Einordnung, die heute stark angezweifelt wird.
Einige Colletidae sind Kropfsammler, das heißt, sie besitzen keine äußeren Pollensammeleinrichtungen und werden deshalb auch gelegentlich als Kropfbienen bezeichnet. Die Vermutung, es könne sich dabei um ein ursprüngliches Merkmal handeln, gilt als widerlegt. Auch der Körperbau beispielsweise der Maskenbienen (klein, schwarz, haarlos, länglich-zylindrische Körperform), der an manche Grabwespen erinnert, wird als Anpassung an die spezielle Lebensweise gedeutet. Das stärkste Argument für einen ursprünglichen Status der Familie ist die kurze, breite Zunge, die am Vorderende verbreitert, zweispaltig, zweilappig, manchmal auch in zwei Spitzen ausgezogen ist. Alle Weibchen und fast alle Männchen besitzen eine solche Zunge, die zwar bei den Grabwespen, aber bei keinen anderen Bienen vorkommt. Ein weiteres Indiz für die Monophylie der Gruppe ist die pergamentartige Auskleidung, mit der diese Bienen ihre Brutzellen versehen.
Es handelt sich um eine Gruppe von relativ verschiedengestaltigen Bienen. So kommen sehr kleine Bienen (einige Millimeter) bis mäßig große Bienen (15 mm) vor. Der Hinterleib kann fast vollkommen kahl sein, aber auch lang behaart. Charakteristisch ist, wie bereits erwähnt, die kurze breite Zunge.
Die Weibchen tragen den Pollen entweder an den Hinterbeinen oder im Kropf.
Die Bienen dieser Familie sind stets Solitärbienen. Die Weibchen legen die Eier in Brutzellen, die sie durch Verstreichen eines Drüsensekretes mit einer Hülle aus cellophan- oder pergamentartigem Material beschichten. Wahrscheinlich verhindert diese Beschichtung das Austrocknen des als Larvennahrung eingebrachten Pollen-Nektar-Gemisches.
Die Familie enthält 5 Unterfamilien mit insgesamt 54 Gattungen und ca. 2000 Arten. Sie kommt auf der ganzen Welt vor, ist aber am artenreichsten in Südamerika und in Australien. In Australien gehören mehr als 50 % der vorkommenden Bienenarten zu ihr. In den gemäßigten Zonen der Nordhemisphäre kommen nur die beiden Gattungen der Seidenbienen (Colletes) und der Maskenbienen (Hylaeus) vor.

## Unterfamilien und Gattungen
- Colletinae (kosmopolitisch)
  - Seidenbienen (Colletes)

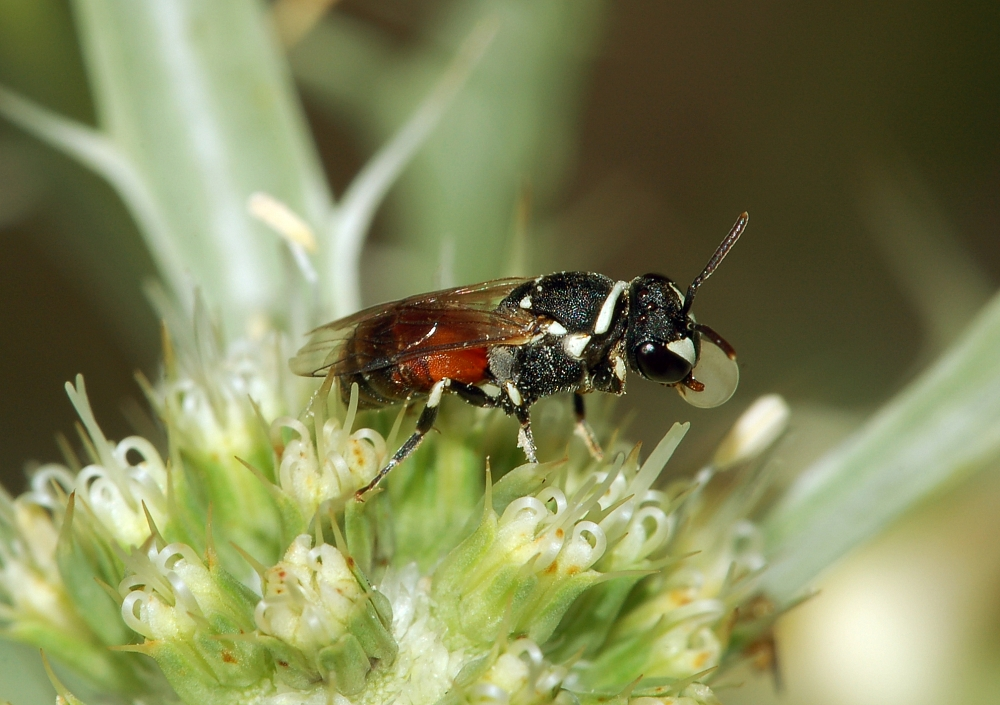
Weibchen von Hylaeus variegatus auf dem Blütenstand eines Feld-Mannstreu

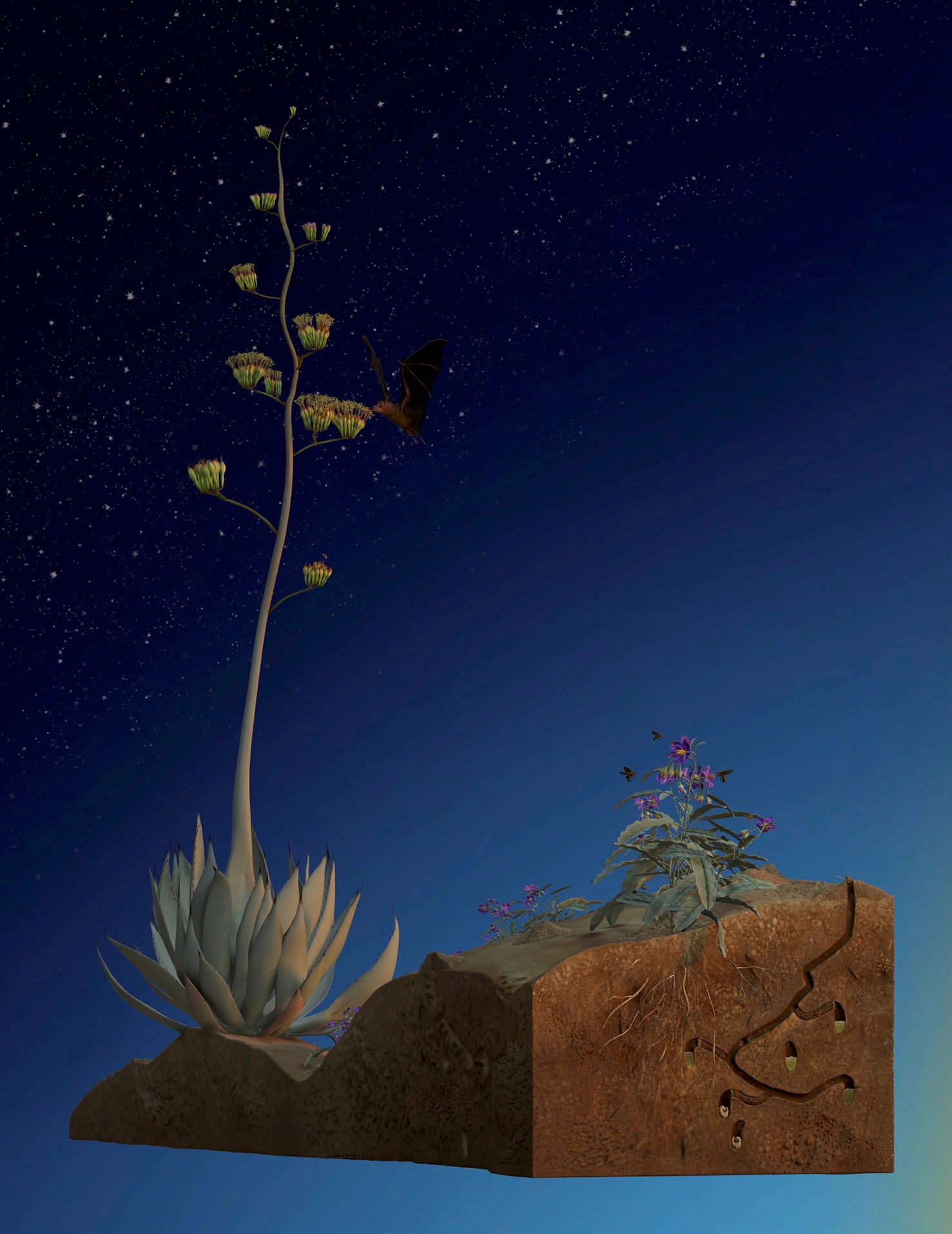
Die Zellophanbiene Ptiloglossa arizonensis aus dem Südosten von Arizona und ihre Haupt-Nektar- und -Pollenquellen (Agave bzw. Solanum) zur Versorgung der Larven.

    - Frühlings-Seidenbiene (Colletes cunicularius)
    - Gemeine Seidenbiene (Colletes daviesanus)
    - Efeu-Seidenbiene (Colletes hederae)
- Diphaglossinae (Zellophanbienen)[1]
  - Caupolicana[1]
    - Caupolicana yarrowi

  - Crawfordapis[1][2]
    - Crawfordapis luctuosa

  - Ptiloglossa[1]
    - Ptiloglossa arizonensis
- Euryglossinae (endemisch in Australien)
- Hylaeinae (kosmopolitisch)
  - Maskenbienen (Hylaeus)
- Xeromelissinae